# Sozialgericht Dresden

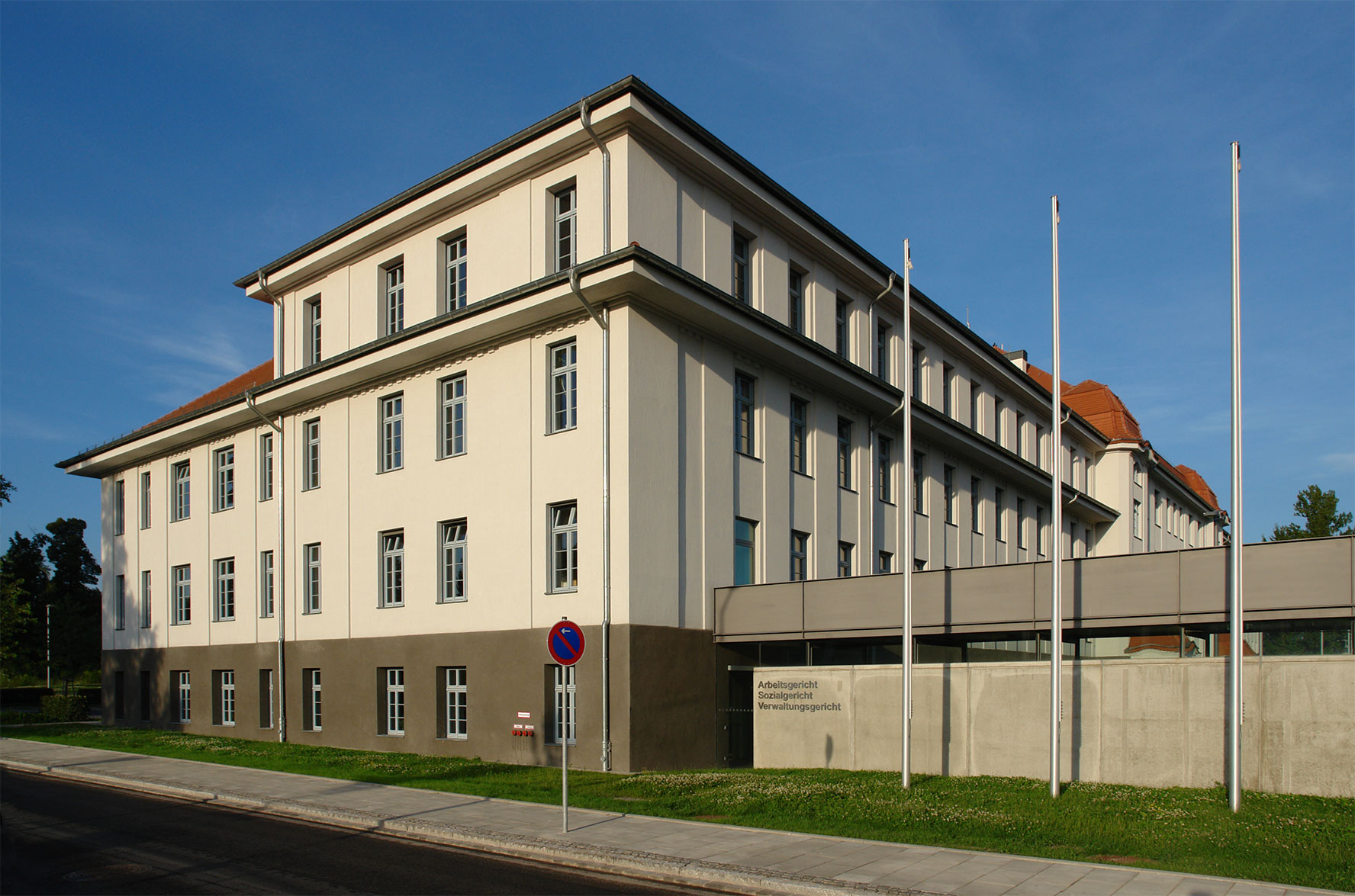
Sozialgericht Dresden, Hans-Oster-Straße 4

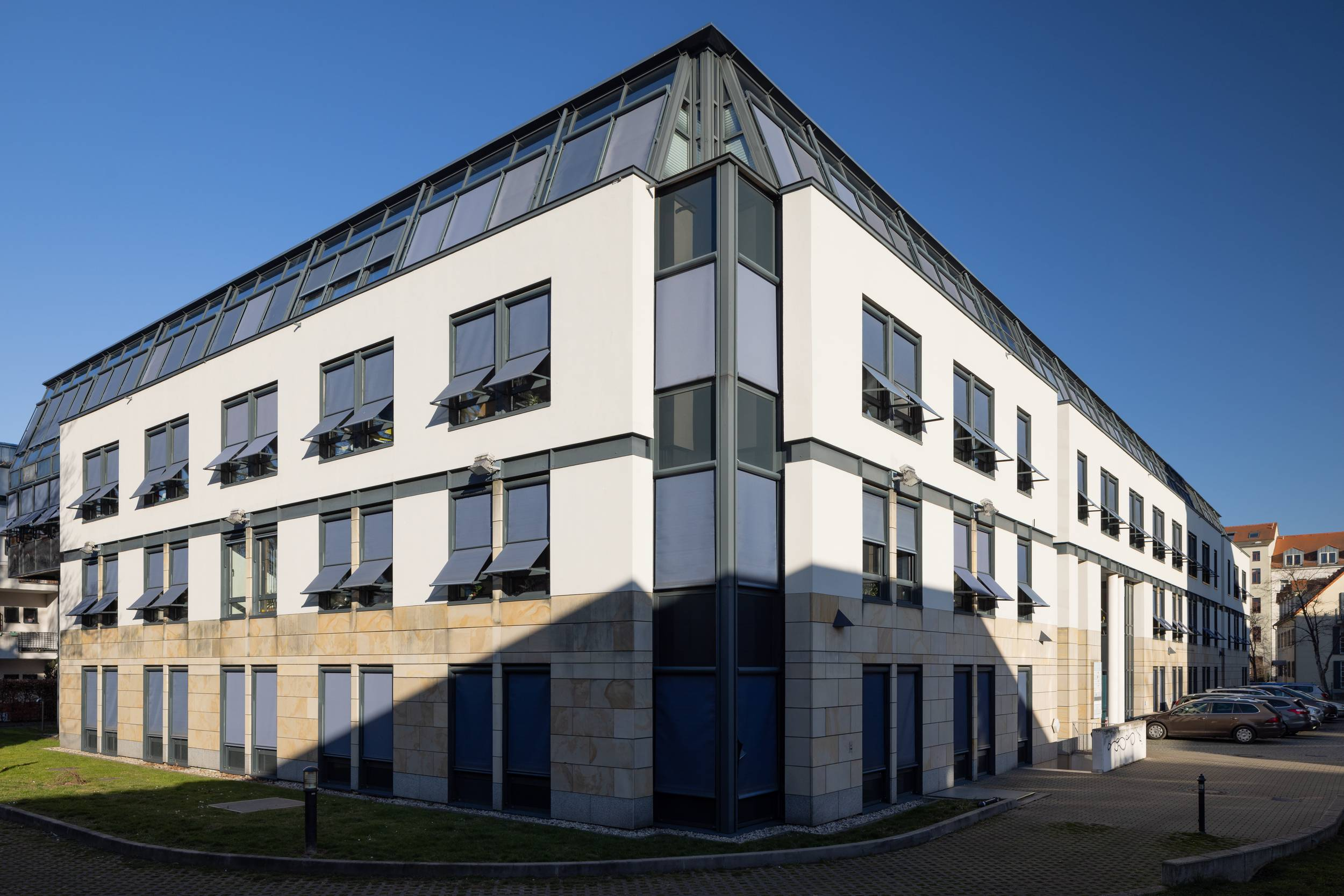
Sozialgericht Dresden Außenstelle, Bautzner Straße 19c

Das Sozialgericht Dresden ist ein Gericht der Sozialgerichtsbarkeit im Freistaat Sachsen.

## Gerichtssitz und -bezirk
Das Sozialgericht Dresden hat ebenso wie das Verwaltungsgericht Dresden und das Arbeitsgericht Dresden seinen Sitz im Fachgerichtszentrum, Hans-Oster-Str. 4, im Dresdner Stadtteil Albertstadt. Sein örtlicher Zuständigkeitsbereich erstreckt sich auf die Landeshauptstadt Dresden sowie die Landkreise Meißen, Sächsische Schweiz-Osterzgebirge, Bautzen und Görlitz. Zusätzlich ist das Sozialgericht Dresden für Vertrags(zahn)arztangelegenheiten aus dem ganzen Freistaat Sachsen zuständig.

## Gerichtsleitung
Präsident des Sozialgerichts Dresden ist Holger Schindler, Vizepräsident ist Hans von Egidy.

## Übergeordnete Gerichte
Dem Sozialgericht Dresden sind das Sächsische Landessozialgericht in Chemnitz und das Bundessozialgericht in Kassel übergeordnet.

## Geschichte
In der DDR bestanden keine gesonderten Sozialgerichte. Sozialrechtliche Verfahren wurden von den Konfliktkommissionen behandelt. Gegen die Entscheidungen konnten Betroffene sich an die Beschwerdekommissionen für Sozialversicherung beim FDGB wenden. Nach der Wende wurde 1992/1993 durch die neuen Länder Landessozialgerichte und Sozialgerichte geschaffen. Das Sozialgericht Dresden besteht seit dem 1. Juli 1992. Zuvor war das Bezirksgericht Dresden – Kammer für Sozialrecht – für sozialrechtliche Verfahren zuständig. Frühere Präsidenten waren Dieter Rheinberger, Stefan Gasser, Matthias Grünberg und Friedrich Schilling.
Am Sozialgericht Dresden sind derzeit (Stand: 1. September 2020) 44 Richter und Richterinnen tätig.